# Maltby (Washington)
Maltby ist ein census-designated place (CDP) im Snohomish County im US-Bundesstaat Washington. Zum United States Census 2010 hatte Maltby 10.830 Einwohner. Auf der Basis des Pro-Kopf-Einkommens rangiert Maltby unter allen 522 gelisteten Gebieten auf Platz 40 in Washington.
Maltby ist ein gemeindefreies Gebiet im Snohomish Country; gegenwärtig gibt es keine Pläne, eine Anerkennung als Stadt zu erreichen.

## Geschichte
Maltby wurde erstmals 1887 besiedelt und nach dem Immobilienhändler Robert Maltby benannt.

## Geographie
Nach dem United States Census Bureau nimmt der CDP eine Gesamtfläche von 43,6 Quadratkilometern ein, wovon 43,4 Quadratkilometer Land- und der Rest Wasserflächen sind.

### Nachbargemeinden
|         | Snohomish                                   |        |
| Bothell | Kompassrose, die auf Nachbargemeinden zeigt | Monroe |
|         | Woodinville                                 |        |

## Demographie
Nach der Volkszählung von 2000 gab es in Maltby 8.267 Einwohner, 2.824 Haushalte und 2.335 Familien. Die Bevölkerungsdichte betrug 190,3 pro Quadratkilometer. Es gab 2.897 Wohneinheiten bei einer mittleren Dichte von 66,7 pro Quadratkilometer.
Die Bevölkerung bestand zu 64,12 Prozent aus Weißen, zu 0,29 Prozent aus Afroamerikanern, zu 0,47 Prozent aus Indianern, zu 2,38 Prozent aus Asiaten, zu 0,16 Prozent aus Pazifik-Insulanern, zu 0,64 Prozent aus anderen „Rassen“ und zu 1,94 Prozent aus zwei oder mehr „Rassen“. Hispanics oder Latinos „jeglicher Rasse“ bildeten 2,13 Prozent der Bevölkerung.
Von den 2824 Haushalten beherbergten 41,9 Prozent Kinder unter 18 Jahren, 74,6 Prozent wurden von zusammenlebenden verheirateten Paaren, 4,5 Prozent von alleinerziehenden Müttern geführt; 17,3 Prozent waren Nicht-Familien. 12,3 Prozent der Haushalte waren Singles und 2,8 Prozent waren alleinstehende über 65-jährige Personen. Die durchschnittliche Haushaltsgröße betrug 2,93 und die durchschnittliche Familiengröße 3,19 Personen.
Der Median des Alters in der Stadt betrug 38 Jahre. 28,5 Prozent der Einwohner waren unter 18, 5,7 Prozent zwischen 18 und 24, 31,3 Prozent zwischen 25 und 44, 28,5 Prozent zwischen 45 und 64 und 6 Prozent 65 Jahre oder älter. Auf 100 Frauen kamen 104,4 Männer, bei den über 18-Jährigen waren es 105,1 Männer auf 100 Frauen.
Alle Angaben zum mittleren Einkommen beziehen sich auf den Median. Das mittlere Haushaltseinkommen betrug 77.537 US-Dollar, in den Familien waren es 80.543 US-Dollar. Männer hatten ein mittleres Einkommen von 53.209 US-Dollar gegenüber 36.719 US-Dollar bei Frauen. Das Pro-Kopf-Einkommen betrug 29.330 US-Dollar. Etwa 1,9 Prozent der Familien und 3,6 Prozent der Gesamtbevölkerung lebte unterhalb der Armutsgrenze; das betraf 4,1 Prozent der unter 18-Jährigen und 6,2 Prozent der über 65-Jährigen.
Ungeachtet des Bevölkerungswachstum in den vergangenen Jahren ist Maltby ein Gemeindefreies Gebiet im Snohomish County.

## Tourismus
In Maltby ist mit dem Maltby Cafe der Gewinner mehrerer Preise des Best Breakfast in Seattle ansässig. Das Café ist täglich zur Frühstücks- und Lunchzeit geöffnet; bekannt ist es für seine täglich frisch im Hause zubereiteten Zimt-Rollen.